# Black Fox: The Rise and Fall of Adolf Hitler
Black Fox: The Rise and Fall of Adolf Hitler è un documentario del 1962 diretto da Louis Clyde Stoumen vincitore del premio Oscar al miglior documentario. L'intero documentario è narrato dall'attrice Marlene Dietrich.

## Premi e riconoscimenti
- Oscar al miglior documentario